# Мироненко Віктор Андрійович
Мироненко Віктор Андрійович (* 1 листопада 1946, с. Піщанокопське, Піщанокопський район, Ростовська область, Росія) — український політик. Чл. КПУ; кол. нар. деп. України.

## З життєпису
Осв.: Кубанський держ. ун-т (1980), викладач історії і суспільствознавства.
Народний депутат України 4 склик. 04.2002-04.2006, виб. окр. N 5, АР Крим, висун. КПУ. За 24.89 %, 13 суперн. Чл. фракції комуністів (з 05.2002), голова підкомітету з питань співробітництва з країнами СНД Комітету у закордонних справах (з 06.2002).
Народний депутат України 3 склик. з 03.1998, виб. окр. № 5, АР Крим. На час виборів: викладач Керченського політехнічного тех-му, чл. КПУ. Чл. Ком-ту у закордонних справах і зв'язках з СНД (з 07.1998; пізніше — Ком-т у закордонних справах), чл. фракції КПУ (з 05.1998).
- 1964-65 — тракторист, Каменський радгосп Ростов. обл.
- 1965-69 — курсант, Ростов. морехідне уч-ще рибної пром.
- 1969-70 — 3-й пом. капітана, Білозерська база держлову об'єднання «Північриба», м. Бєломорськ, Росія.
- 1970-71 — 2-й пом. капітана, риболовецька артіль «Зоря комунізму», с. Петрушине Ростов. обл., Росія.
- 1971 — ст. пом. капітана, Керченський морський рибний порт.
- 1971 — вантажник, Керченське залізничне господарство.
- 1971-72 — вантажник, Керченський комбінат хлібопродуктів.
- 1972-73 — пом. капітана, Керченський торговий порт.
- 1973-78 — вантажник-докер, Керченський комбінат хлібопродуктів.
- 1978-82 — учит., Востковська СШ Ленінського р-ну Крим. обл.
- 1982-83 — матрос, об'єднання «Південрибпромрозвідка», м. Керч.
- 1983-84 — учит., СШ N 14 м. Керчі.
- 1984-86 — викладач, МПТУ N 5 м. Керчі.
- 1986-98 — викладач, Керченський політех. тех-м.

Голова Керченського відділу Народно-опозиційного союзу Криму, один з організаторів руху «Родина».
Одружений.